# Anospilus
Anospilus  (лат.) — род дорожных ос (Pompilidae).

## Распространение
Для СССР ранее указывалось около 3 видов.

## Описание
Длина 1—2 см. Внутренние орбиты глаз с жёлтыми или беловатыми пятнами. Охотятся и откладывают яйца на пауков, которых парализуют с помощью жала. Личинки эктопаразитоиды пауков. Основание усиков расположено ближе к наличнику, чем к глазку. Коготки равномерно изогнутые. Вершина средней и задней голеней помимо шпор несёт шипы разной длины. Верх задних бедер с 1-5 предвершинными короткими прижатыми шипиками.

## Классификация
- Подрод Anospilus
  - Anospilus basalis
  - Anospilus carbonicolor
  - Anospilus intactus
  - Anospilus orbitalis
  - Anospilus sardus
  - Anospilus sotoserranensis
- Подрод Barbatospilus
  - Anospilus barbilabris
  - Anospilus larachei
  - Anospilus similis
- Подрод Hemianospilus
  - Anospilus balearicus
- Подрод Meganospilus
  - Anospilus melanarius